# Église de l'Annonciation de Nice
Pour les articles homonymes, voir Église de l'Annonciation et Annonciation (homonymie).
L'église de l'Annonciation (glèia de l'Anounciacioun en Niçois), communément appelée église Sainte-Rita (glèia Santa-Rita), est une église baroque située dans le Vieux-Nice au 1 rue de la Poissonnerie. Elle porte également les noms de : chapelle Saint-Jaume (ou Saint-Giaume), chapelle Saint-Jacques-le-Majeur, et chapelle Sainte-Rita.
Elle est classée monument historique par arrêté du 3 février 1942.

## Historique

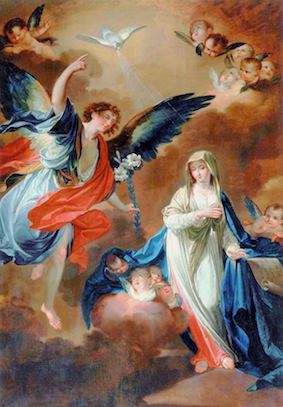
L'Annonciation de Chevelkine (1829).

L'église de l'Annonciation est l'une des plus anciennes de Nice. On peut établir la date de son érection vers l'an 900 de l'ère chrétienne. Dédiée à l'apôtre Jacques le Majeur pendant 935 ans, dont 893 comme paroisse, elle fut la deuxième, en importance, des quatre paroisses de la ville de Nice. L'église qui abritait entre autres l'autel de saint Érasme, patron des navigateurs, était celle de la paroisse de la Marine.
En 1531, les moines de l'abbaye Saint-Pons échangent avec le chapitre cathédral le prieuré Sainte-Réparate contre l'église paroissiale Saint-Jacques. Cette dernière porte aussi le nom de Saint-Giaume (en niçois). Les transactions ne furent finalisées que le 22 juillet 1576.
Le couvent des Carmes a été détruit au cours du siège de 1543. Ceux-ci cherchent alors un nouveau lieu pour s'installer et choisissent l'église Saint-Jacques. Un accord est trouvé avec l'abbaye Saint-Pons. Il est approuvé par le pape Paul V, le 4 juin 1605.
En 1604, après l'administration paroissiale des bénédictins, les pères carmes desservirent l'église en y établissant la confrérie « Notre-Dame-du-Mont-Carmel ». L'église étant en très mauvais état, les pères décidèrent dès 1610 de la reconstruire. Afin de pouvoir agrandir l'église qu'ils jugeaient « trop étroite, incommode et obscure », ils achetèrent une maison contiguë à l'ouest sans laquelle tout agrandissement était impossible, mais n'obtinrent pas le transfert de la loge communale, construite en 1584, qui était accolée au nord du bâtiment.
La première pierre de la nouvelle construction est posée le 15 mai 1677. Vers 1685 l'église est achevée, mais des travaux de finition et d'embellissement se poursuivront pendant cinq ans. Ce n'est qu'en 1740-1741 qu'un clocher sera rajouté à l'édifice après accord du vice-légat d'Avignon pour emprunter la somme nécessaire. Il semble qu'une reprise des travaux ait eu lieu en 1760.
La structure et la décoration de l'église sont similaires à celles de l'église du Laghet et de la cathédrale Saint-Réparate qui ont été réalisées par Jean-André Guiberto et Marc-Antoine Grigho.
En 1793, par décret du gouvernement de la Terreur, l'église fut fermée et réduite à un dépôt de sel. Douze ans plus tard, en 1806, elle fut restaurée et rouverte au culte. À partir de ce moment toutefois, l'église n'était plus paroissiale, mais simplement un lieu de culte dépendant de la paroisse du Gesù. Le prêtre et théologien Borelli et, plus tard, l’abbé André Gilli travaillèrent beaucoup l'un et l'autre à la restauration de la chapelle.
Le 16 juillet 1834, fête de Notre-Dame du Mont-Carmel, un grave incendie éclata dans l’église et détruisit le grand tableau de l'abside. Il s'agissait d'un tableau représentant la Transfiguration de Jésus-Christ devant les trois apôtres Pierre, Jean et Jacques le Majeur (titulaire de l'église), œuvre importante du peintre Domenichino. Le tableau fut remplacé par celui de 'L'Annonciation, œuvre du peintre russe K.A. Chevelkine (1829). Le tsar Alexandre Ier en avait fait don au général comte Alexandre Michaud de Beauretour. Ce dernier, né et mort à Nice, fut aide de camp du tsar et commandant militaire de la Russie impériale. Après l'incendie, Michaud offrit le tableau à l’église. C’est à partir de ce jour que l'église changea de titulaire et fut appelée populairement « église de l'Annonciation ».
La façade fut rénovée en 1836.
En 1844, Mgr Galvano, évêque de Nice, la confia aux pères oblats de la Vierge Marie qui entreprirent une restauration complète de l'édifice, avec notamment l'exécution des portes en noyer sculpté vers 1845 (encore visibles aujourd'hui).
En 1930, Henri Betti y a été nommé organiste à 13 ans.
En 1934, le père Andrea Bianco, alors recteur de l'église, y introduisit le culte de sainte Rita en installant une statue de sainte Rita sur le premier autel latéral, à gauche en entrant dans l'église. La dévotion des Niçois à sainte Rita n'a cessé depuis lors de grandir à tel point que l'église est davantage connue aujourd'hui sous le vocable d'église Sainte-Rita que sous son nom véritable d'église Saint-Giaume et de l'Annonciation.
En 1983, de nouveaux travaux réalisés sur la façade permettent de dégager l'inscription du linteau. En 1984-1985, les Pères Oblats, grâce à la collaboration des fidèles, ont effectué d'importantes rénovations afin qu'aujourd'hui encore on puisse admirer la beauté artistique et la richesse de la décoration.
Au fil des restaurations successives, deux autels seulement ont changé : celui de la Sainte-Croix remplacé par Sainte-Rita en 1934 et celui de Saint-Joseph restitué à Saint-Érasme.

## Caractéristiques

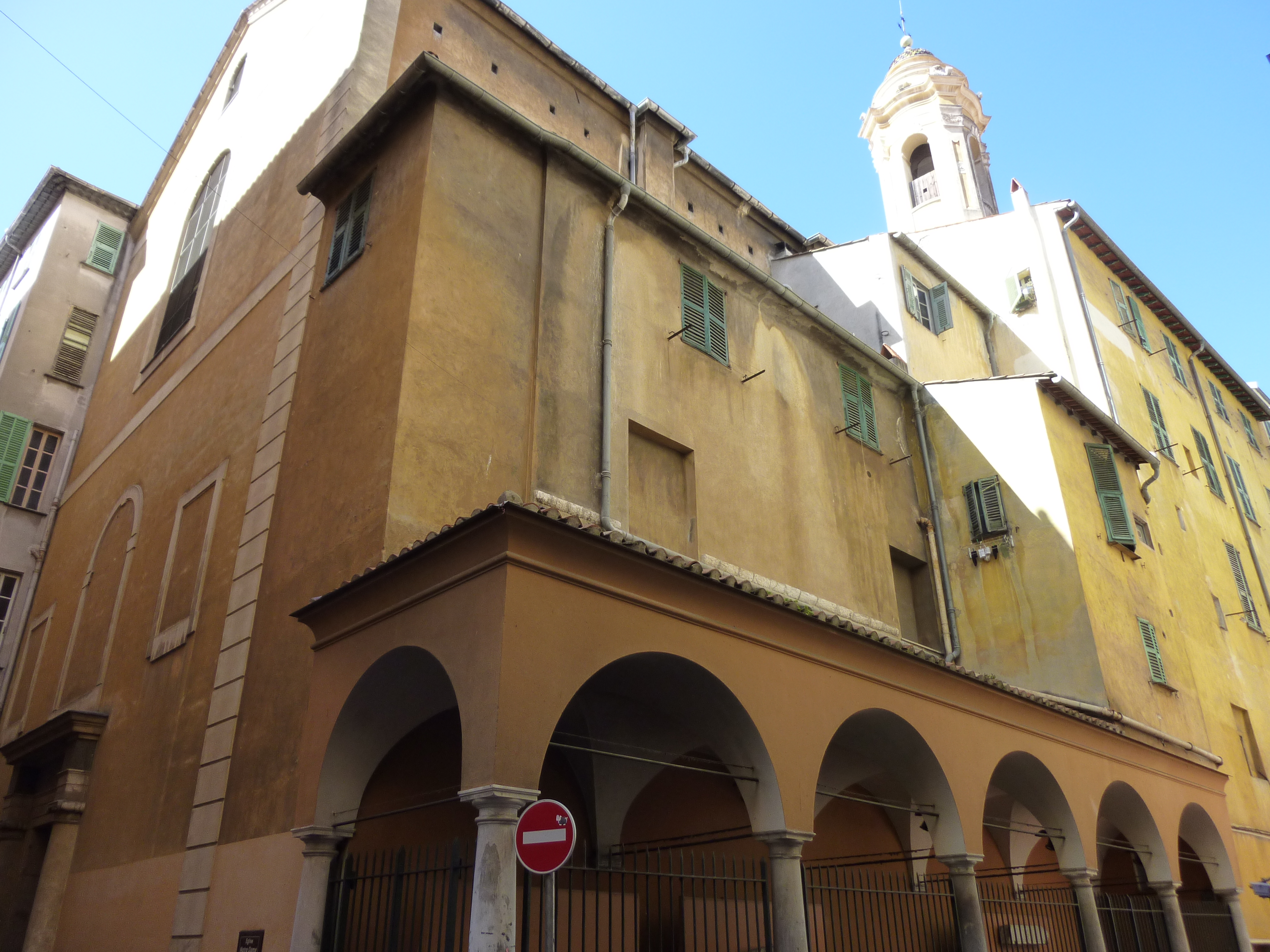
L'extérieur de l'église.

L’église est dotée d’une façade inachevée qui a perdu sous des rénovations successives ses structures originelles. Elle ne se distingue que par son léger recul.
Le porche concentre sur lui seul toute l’ornementation et tranche par la blancheur de ses marbres sur le haut mur crépi, qui n’est troué que par les baies de l’église. Les vantaux de la porte en noyer, frappés du monogramme des Oblats de la Vierge Marie, ont été sculptés vers 1845 par le frère oblat Julien Barberis.
Au linteau de la porte, on peut lire une inscription rappelant la présence des Carmes dans le lieu : « O quœ carmeli Gaudes quos purgant ignes / Habitare recessus hos tua vota iuvent » (Ô toi qui habites les lieux retirés du Carmel, tes prières sont salutaires à ceux que le feu purifie).
Le clocher, ajouté à l’édifice en 1740-1741, renferme deux cloches coulées en 1807 par la Fonderie de la place Saint -François des frères Rosina et une troisième fondue en 1872 par Giacomo Sémeria, fondeur à Monaco, il domine une sorte d'amoncellement d'immeubles qui composaient le couvent. Il est surmonté d'un bulbe étranglé couvert de tuiles vernissées et dominé par les trois étoiles des Carmes. Il émerge d’une pittoresque et désordonnée superposition de toitures sur lesquelles il reflète les signes de la culture baroque et de la fantaisie rococo,.
La nef de l’église est accolée à la loggia jadis municipale et à l’ancien couvent des Carmes.

### Intérieur
Entièrement restructuré au XVIIe siècle, en pleine floraison du baroque niçois, l'intérieur de la chapelle est d'un luxe et d'une richesse inouïs.
Le plan de l'église est très clair et simple : une nef rectangulaire et, séparé par un arc triomphal, un chœur en hémicycle, celui-ci étant surmonté d'une étrange demi-coupole. Le demi-cylindre du chœur est souligné par sa hauteur dépassant nettement celle de la nef,.
La nef est ornée, latéralement, de six chapelles qui furent entretenues, comme dans toutes les autres églises du Vieux-Nice, soit par des groupes (corporations ou confréries), soit utilisées comme sépulture jusqu'à la fin du XVIIIe siècle par des particuliers, nobles en général.
L'entrée, avec ses portes en noyer sculpté, est surplombée d’un orgue construit par la Maison Tamburini d'Italie.
La « série » des retables de l’église, bien qu’elle ne constitue pas un ensemble homogène, s’intègre admirablement au développement en profondeur de chacune des travées de l’édifice. Les retables occupent généralement tout le fond des chapelles.

#### La nef centrale
La voûte de la nef est en berceau simple. Elle fut décorée de fresques vers 1834, lors de la réhabilitation de la chapelle.
À partir de l'entrée, la fresque centrale représente :
- La Délivrance de Saint Pierre par l’Ange du Seigneur de la prison de Jérusalem ;
- Le mystère de l'Annonciation qui est le vocable de la chapelle (on peut observer la beauté du visage de la Vierge envahi par la lumière de l’Esprit Saint ; le bleu de son manteau est des plus lumineux) ;
- La Vierge du Mont-Carmel donnant le scapulaire à saint Simon Stock[11],[9].

Dans les tympans des fenêtres, on note :
- Le Sacré-Cœur de Jésus porté par Marguerite-Marie Alacoque (du côté de la porte, au nord) ;
- Le voile de la Sainte Face porté par sainte Véronique (au sud). La tradition relate l’épisode de la Sainte Face que Jésus aurait laissée imprimée sur le petit linge utilisé par la femme pour essuyer la sueur sur son visage, lors de sa Passion[11],[9].

Entre ces deux tympans, quatre allégories symbolisent peut-être diverses vertus : la Foi (avec le calice et le livre, et avec la croix), l'Espérance (avec l'ancre), la Charité (avec le cœur).
De deux côtés de l'Annonciation, deux saints docteurs évêques, peut-être saint Augustin et saint Ambroise.
Du côté de l'autel, deux anges sont entourés par les quatre évangélistes. À noter, à la clé de voûte de l'arc central, l'inscription « Janua coeli » (Porte du ciel), qui est un des noms de la Vierge dans ses litanies.

#### Le chœur
Couronné par une coupole très lumineuse, le maître-autel, tout en marbre coloré, met en relief le tableau représentant L'Annonciation faite à Marie, titulaire de l’église. Pour la fête de sainte Rita, ce tableau est remplacé par une image de la sainte.
Au-dessus du tableau est placé l’emblème de la Congrégation des Oblats de la Vierge Marie, au centre d’une belle décoration dorée.
Sur le pilier de gauche se trouve une plaque commémorative à Philippe de Blonay, dont la traduction est la suivante : Philippe de Blonay, Chevalier de l’Ordre de Jérusalem, illustre par sa noble naissance savoyarde et par les plus hauts grades de l’armée commandant en chef de la marine royale, d’abord des trirèmes puis des plus grands navires nommé ensuite gouverneur du château de Suse, de Sassari au-delà de la mer par après enfin pendant qu’il gouvernait militairement Nice et sa province mourut et décida par testament d’être enterré ici âgé de 61 ans le 5 juin 1777.
Dans les piliers de la clôture de chœur, deux calices portant une hostie gravée ont été sculptés : sur l'hostie de gauche est représentée la Crucifixion et sur celle de droite la Résurrection.
La fresque située au-dessus du maître-autel représente L'Adoration du Saint Sacrement (« le pain des anges ») par les anges.

#### Chapelle de Sainte-Rita

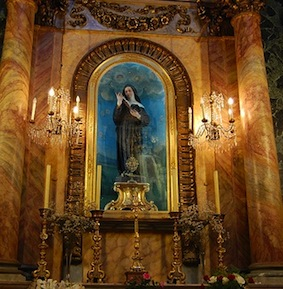
La chapelle Sainte-Rita.

Première chapelle en entrant sur la gauche, elle fut précédemment dédiée à la Sainte-Croix, puis à Notre-Dame-des-Sept-Douleurs avant d’être dédiée à Sainte-Rita en 1934. Il y a dans cette chapelle deux strates décoratives successives : celle évoquant la précédente titulaire du lieu, Notre-Dame-des-Sept-Douleurs, et celle évoquant la nouvelle, Sainte-Rita.
Le souvenir de la Mère de Jésus meurtrie par sa Passion et sa mort est évoqué par les instruments de la Passion peints sur la voûte et le tableau de Charles Garacci (paroi de droite) : La déposition du Christ (1840).
Sur la paroi de gauche se voit un tableau représentant sainte Élisabeth de Hongrie. Ce tableau est la copie presque exacte d’un autre tableau de même sujet, visible dans le chœur de l’église du Gesù. Non seulement il figure la sainte, mais aussi deux consœurs de la confrérie féminine des Pénitentes grises de Nice (les deux femmes vêtues de robes grises qui entourent la sainte pendant qu’elle fait l’aumône). Sa présence ici est inexplicable, puisque la chapelle de la confrérie, si elle déménagea du Gesù à Saint-Gaétan pour revenir au Gesù, ne fut jamais installée dans l'église de l'Annonciation.
Au centre, la statue de sainte Rita, vénérée par les fidèles, est une œuvre naïve du début du XXe siècle.

#### Chapelle de Saint-Pierre
Chapelle corporative des pêcheurs, XVIIIe siècle.
Deuxième chapelle en entrant sur la gauche, elle fut considérée comme la chapelle de la confrérie des pêcheurs de Nice. C’est d’ici que, le jour de Saint Pierre, les pêcheurs niçois partaient en procession pour se rendre à la mer avec la statue de Saint Pierre afin de bénir les eaux, lieu de leur travail.
C’est une chapelle qui a conservé sa décoration d’origine, surabondante, et dont le thème principal est bien sûr la vie de Pierre, patron des pêcheurs. Ainsi, le tableau central (anonyme, XVIIe siècle) figure la Vocation de Pierre, et il est entouré de deux statues représentant à gauche saint Paul (son épée et son livre l’identifient) et à droite saint André, son frère aîné (reconnaissable à sa croix en X).
La chapelle est abondamment ornée des symboles de saint Pierre, les clés qui représentent le pouvoir que Jésus lui donna de « lier et délier sur terre et dans les cieux ».
Les tableaux des parois latérales (datés de 1699) sont de Louis-Abraham van Loo. Ils figurent, à gauche, La délivrance de Pierre et, à droite, Saint Jean l’Évangéliste, reconnaissable à son aigle.
À la voûte, les mêmes thèmes sont déclinés : La Vocation de Pierre, L'ascension et Jésus donnant à Pierre le pouvoir de lier et délier ornent l'arc. En liaison avec les pêcheurs, quatre dauphins stuqués encadrent le médaillon central de la voûte.

#### Chapelle Notre-Dame-du-Mont-Carmel
Occupant la dernière travée à gauche précédant le chœur, la chapelle Notre-Dame-du-Mont-Carmel, entièrement réalisée en marbre, est un embellissement du XVIIIe siècle de qualité. Elle développe une architecture et un décor typiquement rococo.
Le culte à Notre-Dame du Mont-Carmel fut instauré par les Carmes, dont elle est la protectrice, qui entreprirent d’orner cette chapelle à partir de 1760.
L’ensemble décoratif est dominé par la magnifique statue mouvementée en marbre blanc de la Vierge et l'Enfant, présentant tous deux le scapulaire. Elle est l’œuvre du Génois J.B. Ansaldi (vers 1760-1771),. La blancheur diaphane de la statue est rehaussée par les teintes soutenues du fond de la niche. Elle est encadrée par deux colonnes torses de marbres polychromes.
À gauche, la chapelle abrite aussi deux témoignages de la tradition niçoise : au sol, l'accès de la tombe de la famille des Balduini, comtes de Clans ; dans la paroi de gauche, une vitrine où se trouve une représentation de la Vierge, enfant emmailloté de tissus précieux. Il semble que ce culte de la Santissima Bambina, né à Côme vers 1730, ait été intensément propagé par les Carmes.
Au mur des deux parois, deux scènes liées à la vie de la Vierge (N. Masset, 1854) : à gauche, sainte Anne, saint Joachim et Marie enfant, en rapport avec la Santissima Bambina qui se trouve dessous ; à droite, une Mort de saint Joseph tout à fait classique.
La chapelle est isolée de la nef par la clôture de la très riche balustrade « de marbre avec entailles de marbre jaune et noir », au motif très original, qui est l’œuvre de Cordelano (XVIIIe),.

#### Chapelle de Saint-Julien
Chapelle corporative des tonneliers, XVIIe siècle, qui occupe la dernière travée à droite précédant le chœur.
Saint Julien d’Auvergne ou de Brioude était un soldat romain secrètement chrétien, martyrisé au IIIe siècle près de Brioude. Le tableau de l’autel le représente entouré de saint Jean-Baptiste à gauche et d’un ange à droite. Il semble en fait être le produit d’une confusion avec saint Julien l’Hospitalier, dont la légende dit qu’il porta un dartreux sous les apparences duquel s’était dissimulé un ange. De plus, l’ange accompagné d’un enfant tenant, au bout d’un fil, un poisson, est l’épisode que nous connaissons du Jeune Tobie et l’ange, déjà vu dans l'église Saint-François-de-Paule. Or, dans le comté de Nice, saint Julien est réputé guérir les maladies infantiles. Peut-être est-ce encore du fait d’une confusion, alimentée par la présence de l’enfant sur le tableau ? Par ailleurs, saint Julien était aussi le saint patron des tonneliers de Nice. Le voisinage de la rue Barillerie justifie sa présence ici. Mais en 1754, les tonneliers adhérèrent à la corporation des menuisiers.
L’iconographie environnante (à la voûte et aux parois latérales) décrit les différentes phases du martyre de saint Julien de Brioude et de celui qu’une légende fait passer pour son supérieur hiérarchique, saint Ferréol. On discerne à la paroi de gauche une Décapitation de Saint Ferréol, datée de 1651 ou 1681, et à la paroi de droite un Miracle de saint Ferréol (au premier plan, des personnages trempent un linge dans le sang du martyr).
Au-dessus du retable, les gypseries qui composent des nuées portant un Père Éternel et des angelots constituent l’un des meilleurs exemples du travail du stuc dans les églises niçoises.

#### Chapelle du Cœur-Immaculé-de-Marie
Deuxième chapelle en entrant sur la droite, elle fut le centre d'une confrérie religieuse pour la conversion des pêcheurs, unie à l'archiconfrérie de Notre-Dame-des-Victoires de Paris.
Il n’y a pas ici de thématique unique, mais plutôt une réunion de divers symboles. A l'autel est représentée la Vierge au Cœur Immaculé (peint par Cottolengo, frère du saint fondateur de l’hôpital des pauvres de Turin, 1854), représentée en partie sous les traits de la Femme de l'Apocalypse selon Saint Jean (couronne de douze étoiles, croissant de lune sous les pieds), le cœur transpercé d’un poignard qui symbolise les Sept-Douleurs. À droite, on reconnaît saint Michel Archange tuant le Dragon, aux pieds de la Vierge et, au registre inférieur, sainte Thérèse d’Avila, le cœur percé de la flèche de l’extase de la Révélation. À gauche figurent Saint Gabriel Archange, qui donna l’Annonciation à Marie, et au-dessous Saint Alphonse de Liguori. On notera au bas du tableau les navires pleins de pécheurs qui seront sauvés par leur foi en la Vierge et convergent vers elle. Enfin, au-dessus, dans la gloire du retable, un cœur de bois sculpté, percé du poignard, que l’on peut ouvrir et qui contient la liste des membres de la confrérie fondatrice.
Sur la paroi gauche de la chapelle se trouve un Saint Antoine ermite (anonyme). À Nice, il était le patron de la corporation des portefaix, qui possédait une chapelle sur la rive droite du Paillon, au débouché du pont-vieux. Son symbole est un cochon, visible à droite du tableau. En référence à ce symbole, notons que la corporation des portefaix de Nice possédait un cochon, seul autorisé à divaguer par les rues de la ville, à charge pour son propriétaire d’indemniser les dégâts qu’il causait aux devantures!
Sur la paroi de droite figure un Saint Homobon, marchand drapier de Crémone canonisé en 1199 pour son amour des pauvres. L'intérêt du tableau réside dans la présentation de son outillage, contemporain du tableau (ciseaux, outil de mesure en bois, fer à repasser ?) qui peut laisser penser qu'il était aussi un tableau corporatif. Une corporation des garçons-tailleurs et apprentis avait été créée en 1783 et siégeait dans l'église Saint-Martin-Saint-Augustin, où se trouvait encore son tableau en 1948. Elle s'était placée sous le patronage de saint Homobon. Est-ce ce tableau, installé aujourd'hui à l'Annonciation?

#### Chapelle de Saint-Érasme
Chapelle corporative des marins, XVIIe siècle, qui occupe la première travée en entrant sur la droite.
À Nice, saint Érasme (ou saint Elme) est le protecteur des marins, comme en témoigne le cartouche au-dessus du tableau central. Toute la thématique décorative de la chapelle tourne autour de cette corporation.
Ainsi, dans le cartouche inférieur de l’autel, note-t-on la représentation de divers instruments de navigation : ancre, gouvernail, boussole, etc., comme à la voûte, en haut à gauche, avec une rame. Au centre de la voûte est aussi lisible la devise du saint, « Iras maris frangit » (Il brise les colères de la mer).
Saint Érasme lui-même, dans le tableau central (XVIIe siècle, anonyme), étend sa main droite pour presque saisir un navire en perdition. En observant attentivement le navire que saint Érasme tient dans sa main droite, on a le sentiment que, par sa forme, il est de bien postérieur au XVIIe siècle, date probable du tableau. De fait, le pavillon qui orne sa poupe est le pavillon civil de Sardaigne adopté en 1814 : fond bleu, angle supérieur gauche à fond rouge orné de croix blanches superposées. On peut donc supposer que ce navire a été ajouté au XIXe siècle sur la toile originale, peut-être en ex-voto, par un marin reconnaissant à saint Érasme de l’avoir protégé de la colère des flots. Aux pieds de saint Érasme, les angelots tiennent aussi des instruments de navigation.
Au mur latéral gauche, on note une représentation de sainte Rosalie intercédant pour faire cesser la peste, tableau qui renvoie aux dramatiques événements de 1630-1631.